# 神居大橋
神居大橋（かむいおおはし）は、北海道旭川市江丹別町春日の石狩川に架かる橋。旭川市に存在する最古の吊り橋。

## 歴史
橋が存在する神居古潭は、旭川盆地から石狩平野に向かう石狩川の狭窄部にあたり、舟運の難所であったことからアイヌの人々から魔神ニッネカムイが住んだ聖地とされてきた。1901年（明治34年）、神居古潭にあった集落の石狩川を挟んだ向かい側に神居古潭貫井停車場が設置。翌年には神居古潭駅として開業した。ここに橋が必要となったため、岩に穴を開けて埋められた柱と木材を組み合わせてできた簡易な吊り橋が架けられた。一帯が景勝地として知られるようになると、1925年（大正14年）に有志の寄付を集めて吊り橋「神龍橋」が架けられた。さらに1938年（昭和13年）には。コンクリートの橋脚と木の部材を組んだ木製補剛トラス構造による吊り橋、現在の神居大橋が架けられた。1969年（昭和44年）には、鉄道の新線切り替えのために神居古潭駅が廃止され、橋の当初の目的はなくなったが、観光資源の一つとして原型を維持しながら幾度も大規模な改修が加えられた。2020年（令和2年）には、土木学会から土木遺産に選奨されている。

## 諸元
- 橋長 78.88m
- 幅員 2.31m（有効幅員 2m）

## アクセス
- 国道12号、神居古潭トンネルの手前から旧道に入ると駐車場がある。